# Smiths Grove
Smiths Grove é uma cidade localizada no estado americano de Kentucky, no Condado de Warren.

## Demografia
Segundo o censo americano de 2000, a sua população era de 784 habitantes.
Em 2006, foi estimada uma população de 746, um decréscimo de 38 (-4.8%).

## Geografia
De acordo com o United States Census Bureau tem uma área de
2,1 km², dos quais 2,1 km² cobertos por terra e 0,0 km² cobertos por água. Smiths Grove localiza-se a aproximadamente 178 m acima do nível do mar.

## Localidades na vizinhança
O diagrama seguinte representa as localidades num raio de 24 km ao redor de Smiths Grove.